# Guerriero di Castiglione
Il cosiddetto Guerriero di Castiglione è una lastra funeraria scolpita, scoperta casualmente nell'antico insediamento insediamento greco-siculo di Castiglione di Ragusa nel febbraio del 1999. L'opera è custodita presso il Museo archeologico ibleo di Ragusa.
Il "guerriero" fu scoperto in una necropoli databile tra la fine del VII e il primo quarto del VI sec. a.C., formata da 18 tombe, tra cui un monumentale tumulo con tomba a fossa centrale.
La fattura indica una produzione locale, con influenze corinzie e siracusane, e attesta la ricezione in ambiente indigeno degli stilemi greci.

## La scultura
Il monumento scultoreo fu tratto da un'unica lastra di calcare locale. Raffigura in rilievo un personaggio armato, munito di un grande scudo tondo. La testa del "guerriero" è posta frontalmente: scolpita a tutto tondo, è alquanto sproporzionata. Il "guerriero" monta un cavallo: il destriero incede di profilo verso sinistra. Il profilo superiore della lastra è decorato con protomi di un toro (a destra) e di una sfinge (a sinistra).
La lastra aveva probabilmente la funzione di architrave di una porta, come sembra indicare l'altorilievo di un cavallo raffigurato di profilo nella superficie inferiore della lastra.

## L'iscrizione
In basso a sinistra, davanti alle zampe del cavallo, è incisa un'iscrizione metrica in greco. Stesa su tre righe, è sinistrorsa e in alfabeto dorico: il testo è la dedica al personaggio raffigurato, Pyrrinos, figlio di Pytikkas. È presente anche, caso eccezionale, la firma dell'artista, Sqyllos, il cui nome è accompagnato dal verbo epoiese ('fece'). Il defunto era forse un indigeno o più probabilmente un greco, morto nel centro siculo posto nell'entroterra di Camarina.